# Sarnia Zwola
Sarnia Zwola – wieś w Polsce, położona w województwie świętokrzyskim, w powiecie ostrowieckim, w gminie Waśniów. Leży przy DW751.
W latach 1975–1998 miejscowość administracyjnie należała do województwa kieleckiego.
Przez wieś przechodzi  czarny szlak rowerowy z Nowej Słupi do Opatowa.
Urodził się tu Józef Teliga.

## Integralne części wsi
| SIMC    | Nazwa                | Rodzaj    |
| ------- | -------------------- | --------- |
| 0276357 | Sarnia Zwola-Folwark | część wsi |

## Zabytki
Park, założony w końcu XVIII w., przebudowany w XIX i XX w., wpisany do rejestru zabytków nieruchomych (nr rej.: A.625 z 12.12.1957).